# انتخابات الرئاسة التشيلية 1999–2000
انتخابات الرئاسة التشيلية 1999–2000 هي الانتخابات الرئاسية التي جرت في 2000، في تشيلي، لانتخاب رئيس تشيلي، فاز بالانتخابات ريكاردو لاغوس.

## المرشحين
| المرشح        | الحزب | عدد الأصوات |
| ------------- | ----- | ----------- |
| ريكاردو لاغوس |       |             |